# Zbrodnia w Podkamieniu
Zbrodnia w Podkamieniu – zbrodnia dokonana między 12 a 16 marca 1944 roku przez kureń UPA dowodzony przez Maksa Skorupśkiego ps. „Maks” przy pomocy 4 pułku policji SS złożonego z ukraińskich ochotników pod dowództwem niemieckim, we wsi Podkamień w dawnym województwie tarnopolskim. Szacowana liczba ofiar waha się 400 do 600 Polaków.

## Przed zbrodnią
Od rozpoczęcia rzezi wołyńskiej do lutego 1944 zabudowania kościoła i klasztoru dominikanów w Podkamieniu były miejscem schronienia dla ludności polskiej uciekającej ze swoich miejscowości przed oddziałami UPA oraz podburzonym przez nacjonalistów ukraińskim chłopstwem. W zabudowaniach klasztornych Podkamienia chronili się za zgodą przełożonego klasztoru dominikanów Polacy uciekający ze swoich miejsc zamieszkania w powiatach krzemienieckim i dubieńskim w województwie wołyńskim. Od grudnia 1943 na teren klasztoru przeniosła się również duża część mieszkańców samego Podkamienia. Szacuje się, że w końcu 1943 było to już łącznie ok. 2000 osób. Polski Komitet Opiekuńczy działający w Brodach dostarczał ukrywającym się wsparcie materialne. Ukrywający się w klasztorze zorganizowali na wypadek ataku samoobronę, której dowódcą został inż. Kazimierz Sołtysik, zastępca nadleśniczego w Podkamieniu. Jej członkami zostali młodzi mężczyźni ukrywający się w klasztorze. Broń uzyskano od placówki nadleśnictwa, której załoga ze strachu o swoje życie przeniosła się do klasztoru w Podkamieniu, oraz zakupiono (lub otrzymano) od walczących po stronie niemieckiej Węgrów, których oddział przechodził przez Podkamień w lutym 1944.
W pierwszych dniach marca 1944 przez miasteczko przechodził oddział ukraiński SS z kpt. Langiem, Niemcem, jako dowódcą. Lang, zorientowawszy się, kto ukrywa się w klasztorze, nakazał wydanie całej broni oraz opuszczenie budynków przez mężczyzn od 17 do 45 lat. Po otrzymaniu części zgromadzonego uzbrojenia odstąpił jednak od klasztoru. W tym samym czasie Niemcy nawiązali kontakt z kureniem „Maksa”, przybyłym w okolice Podkamienia z Wołynia i zaproponowali mu, w ramach współpracy, zdobycie wzgórza klasztornego.

## Przebieg zbrodni
Według relacji ks. Józefa Burdy o. Marcin Kaproń, który w sobotę, 11 marca 1944 był w gminie w Podkamieniu w sprawie urzędowej, usłyszał od woźnego, że szykuje się napad na klasztor. Po powrocie do zabudowań nakazał on zamknięcie bram. Faktycznie, tego samego dnia pod murami klasztoru pojawił się oddział podający się za partyzantkę radziecką (inne świadectwo – za oddział SS walczący z banderowcami) i zażądał wpuszczenia do klasztoru oraz wsparcia w postaci żywności. Dowodzący obroną klasztoru spuścili posiłek na linach, a na żądanie domniemanych partyzantów sowieckich wysłali do nich delegację, która jedząc go razem z oblegającymi, miała udowodnić, że jedzenie nie jest zatrute. Delegaci zostali wypuszczeni tego samego dnia, rozpoznali oni, że oblegającymi są Ukraińcy z UPA. Sprawiło to, że obrońcy tym bardziej postanowili nie opuszczać klasztoru i w miarę możliwości umocnili jego bramy i okna. W tym czasie wewnątrz murów obiektu przebywało na stałe co najmniej 300 polskich cywilów. Pod osłoną nocy część ludności wymknęła się z klasztoru.
Następnego dnia, 12 marca, wobec kolejnej odmowy otwarcia bram, oblegający zaczęli ostrzeliwać klasztor i rąbać siekierami furtę. Powstrzymały ich jednak strzały z dwóch posiadanych przez Polaków karabinów maszynowych. Wówczas dowództwo ukraińskiego oddziału zażądało opuszczenia budynków przez wszystkich ukrywających się tam Polaków, z wyjątkiem zakonników, obiecując wypuścić ich wolno. Kiedy Polacy zaczęli wychodzić z klasztoru, upowcy otworzyli ogień. Powstało ogólne zamieszanie, w którym napastnicy przedarli się do wnętrza klasztoru.
W dalszym toku wydarzeń zamordowanych zostało ok. 100 Polaków, nie licząc osób ukrywających się poza klasztorem na terenie Podkamienia. Ciała ofiar były porzucane w miejscu zabójstwa lub wrzucane do klasztornej studni. Części osób udało się przetrwać w kryjówce na strychu.
Mienie klasztorne, stanowiące jedno z najbogatszych zbiorów precjozów i dzieł sztuki na ówczesnych Kresach, było przez kilka dni sukcesywnie i pedantycznie łupione, aż do zupełnego jego rozgrabienia, według kapłanów, którzy ocaleli z tej rzezi, skarby zrabowane przez Ukraińców sięgnęły kilku milionów dolarów. Pogromy przeniosły się także na teren miasteczka, gdzie trwały jeszcze przez kilka następnych dni. Bojówki banderowskie penetrowały zabudowania, ogrody i zagajniki, poszukując ukrywających się Polaków. Ewa Siemaszko szacuje, że w miasteczku zginęło więcej ludzi niż w samym klasztorze.
Osoby ocalałe z klasztoru podkamieńskiego (ks. Józef Burda, Paulina Reissowa) podawały liczbę ok. 150 zabitych. Publicysta Jacek Borzęcki relacjonując odsłonięcie pomnika ofiar mordu na portalu Wspólnoty Polskiej, mówił o ponad 120 ofiarach. Wszystkie relacje brały jednak pod uwagę jedynie zabitych w samych zabudowaniach klasztornych. Ewa Siemaszko szacuje całkowitą liczbę zabitych w Podkamieniu na 400–600 osób. H. Różański, H. Komański i Sz. Siekierka podają liczbę ok. 600 zabitych, pisząc zarówno o zamordowanych w samym klasztorze, jak i w czasie próby ucieczki z niego. Ci sami autorzy wskazują na związek między wycofaniem się UPA z Podkamienia a wejściem do miejscowości Armii Czerwonej, które nastąpiło 19 marca. Twierdzą też, że obok oddziału UPA w napadzie na klasztor brała udział 14 Dywizja Grenadierów SS.

## Po zbrodni
Banderowcy przez dwa dni wywozili furami, a ukraińscy esesmani samochodami, zagrabione dobra klasztorne i mienie pomordowanych Polaków. Wnętrza zespołu klasztornego zostały zniszczone. Pogrom przetrwał Obraz Matki Boskiej Podkamieńskiej. Zaopiekował się nim ocalony o. Józef Burda, który przewiózł go w 1946 r. do Polski. Obecnie znajduje się on w kościele Ojców Dominikanów we Wrocławiu.
Ukraińcy z Podkamienia nie wzięli udziału w szturmie na klasztor, a wielu Polaków uratowało życie dzięki udzielonemu przez nich schronieniu. Jedną z osób, które przeżyły atak UPA na Podkamień był Leopold Buczkowski, polski pisarz, malarz i grafik. Był on członkiem samoobrony w klasztorze. W trakcie ataku zginęło jego dwóch braci.
Po II wojnie światowej władze stalinowskie urządziły w byłym klasztorze szpital psychiatryczny, nie podjęły natomiast żadnych działań konserwatorskich w stosunku do kościoła, który w związku z tym popadł w zupełną ruinę.

## Upamiętnienie
20 maja 2012 po wieloletnich staraniach potomków ofiar i dzięki pieniądzom pochodzącym od władz Rzeczypospolitej Polskiej, Rady Ochrony Pamięci Walk i Męczeństwa oraz członków Stowarzyszenia Kresowego „Podkamień” nastąpiło uroczyste odsłonięcie i poświęcenie pomnika upamiętniającego ofiary zbrodni w Podkamieniu. W uroczystości brał udział m.in. konsul generalny RP we Lwowie Jarosław Drozd oraz przedstawiciele lokalnych władz ukraińskich.
Pomnik składa się z sześciu tablic z nazwiskami ofiar zbrodni (władze ukraińskie nie pozwoliły wymienić wszystkich) oraz granitowego krzyża z godłem Polski i napisem Pamięci mieszkańców Podkamienia i okolic, którzy zginęli w marcu 1944 r. Niech spoczywają w Pokoju. Monument został poświęcony w obecności około 200 osób przez duchownych katolickich obrządku łacińskiego i bizantyjsko-ukraińskiego, natomiast nie stawił się żaden z zakonników greckokatolickich, którzy obecnie są w posiadaniu kościoła i niektórych pomieszczeń byłego klasztoru dominikańskiego. Przedstawiciele lokalnych władz ukraińskich w swoich wystąpieniach doszukiwali się winnych zbrodni w Niemcach i Rosjanach, oraz nawiązywali nie tylko do zbrodni w Podkamieniu, ale i do zabójstw na Ukraińcach w Pawłokomie, Uhryniu i Zaleskiej Woli.
W marcu 2017 na krzyżu pomnika namalowano swastykę a tablice oblano czerwoną farbą; pomnik został szybko oczyszczony. 
Wcześniej, w 2009, z inicjatywy ukraińskiej w Podkamieniu powstał pomnik ku czci UPA